# 支保工
支保工（しほこう、英語: falsework）はトンネル・橋梁などの土木工事や建築などにおいて、上または横からの荷重を支えるために用いる仮設構造物である。

## 概要
トンネルや地盤の掘削に際し、部材を柱やアーチ構造にして地山の崩壊や落盤の防止する、また、ビルなどの建築物の鉄骨の梁などを一時的に支える仮設物である。本体工事の安全を確保するために不可欠な構造物であるが、荷重に見合わない支保工の設置や解体時に大きな事故を招くことがある。

## 支保工に関連する記事
- 型枠支保工:コンクリートを打設する際に使用する型枠を支持するための支保工。
  - パワーフレーム
- 落盤
- アーチ橋
- 坑木

## 支保工に関連する資格等
- 土止め支保工作業主任者
- 地山の掘削作業主任者
- 地山の掘削及び土止め支保工作業主任者技能講習
- 型枠支保工の組立て等作業主任者
- ずい道等の掘削等作業主任者